# Blackwell, Durham
Blackwell är en stadsdel i Darlington i kommunen Borough of Darlington, i grevskapet Durham, i England. Blackwell var en civil parish 1866–1967 när blev den en del av Cleasby och Hurworth. Civil parish hade 466 invånare år 1961.